# Taavi Rähn
Taavi Rähn (ur. 16 maja 1981 w Parnawie) – estoński piłkarz grający na pozycji środkowego obrońcy lub defensywnego pomocnika.

## Kariera klubowa
Karierę piłkarską Rähn rozpoczął w klubie KEK Pärnu. Potem trenował także w Pärnu Vaprus i PJK. W 1999 roku odszedł do Lelle SK i w jego barwach zadebiutował w pierwszej lidze estońskiej. W 2000 roku odszedł do Viljandi Tulevik, gdzie spędził kolejne dwa sezony. W 2002 roku został piłkarzem Flory Tallinn. W 2002 i 2003 roku dwukrotnie z rzędu wywalczył z Florą mistrzostwo Estonii.
W 2003 roku Rähn odszedł do ukraińskiej Wołyni Łuck. Tam stał się podstawowym zawodnikiem, jednak w 2006 roku spadł z Wołynią z Premier Lihi do Perszej Lihi. W 2007 roku został zawodnikiem litewskiego Ekranasu Poniewież. W latach 2008–2009 dwukrotnie z rzędu został z Ekranasem mistrzem Litwy.
W 2009 roku Rähn przeszedł do azerskiego Neftçi PFK, w którym występował w podstawowym składzie wraz z dwoma rodakami, Dmitrim Kruglovem i Andreiem Stepanovem. W 2010 roku został piłkarzem rosyjskiej Bałtiki Kaliningrad.
| Sezon   | Klub                | Kraj        | Rozgrywki        | Mecze | Bramki |
| ------- | ------------------- | ----------- | ---------------- | ----- | ------ |
| 1999    | Lelle SK            | Estonia     | Meistriliiga     | 27    | 0      |
| 2000    | Viljandi Tulevik    | Estonia     | Meistriliiga     | 19    | 0      |
| 2001    | Viljandi Tulevik    | Estonia     | Meistriliiga     | 10    | 0      |
| 2002    | Flora Tallinn       | Estonia     | Meistriliiga     | 10    | 0      |
| 2003    | Flora Tallinn       | Estonia     | Meistriliiga     | 0     | 0      |
| 2003/04 | Wołyń Łuck          | Ukraina     | Premier Liha     | 13    | 1      |
| 2004/05 | Wołyń Łuck          | Ukraina     | Premier Liha     | 23    | 1      |
| 2005/06 | Wołyń Łuck          | Ukraina     | Premier Liha     | 19    | 1      |
| 2006/07 | Wołyń Łuck          | Ukraina     | Premier Liha     | 0     | 0      |
| 2007    | Ekranas Poniewież   | Litwa       | A Lyga           | 23    | 1      |
| 2008    | Ekranas Poniewież   | Litwa       | A Lyga           | 23    | 2      |
| 2009    | Ekranas Poniewież   | Litwa       | A Lyga           | 9     | 0      |
| 2009/10 | Neftçi PFK          | Azerbejdżan | Premyer Liqa     | 19    | 0      |
| 2010    | Bałtika Kaliningrad | Rosja       | Pierwyj Diwizion | 10    | 0      |
| 2011/12 | Bałtika Kaliningrad | Rosja       | Pierwyj Diwizion |       |        |

## Kariera reprezentacyjna
W reprezentacji Estonii Rähn zadebiutował 2 czerwca 2001 roku w przegranym 2:4 spotkaniu eliminacji do Mistrzostw Świata 2002 z Holandią. W swojej karierze grał także w eliminacjach do Euro 2004, Mistrzostw Świata 2006, Euro 2008 i Mistrzostw Świata 2010.